# Авангард (стадион, Коломна)
«Аванга́рд» — центральный стадион в городе Коломна Московской области.
Домашняя арена футбольного клуба «Коломна».

## Общая информация
Стадион построен в 1958 году в городе Коломна Коломенским тепловозостроительным заводом.
Является центральным стадионом города Коломна, здесь проводятся культурно-массовые мероприятия такие как: «День Победы», «День города» и многие другие мероприятия.
Рядом со стадионом расположена парковка для автомобилей.
За время существования этого спортивного комплекса здесь располагались секции по лёгкой атлетике, гандболу, теннису, велоспорту и многие другие. Каждый год зимой здесь заливают каток.

## Реконструкция 2023—2024 годов
С февраля 2023 года была проведена полная реконструкция стадиона, после которой вместимость трибун составила 6000 зрителей, также на поле появился искусственный газон с подогревом.
На северной трибуне размещены универсальный спортивный зал, ложа для СМИ на 114 мест, женские и мужские раздевалки, душевые, медицинский кабинет и другие вспомогательные помещения.
На южной трибуне размещены VIP-ложи на 22 места, гардероба, конференц-зала, тренерских, раздевалок, режиссёрской и комментаторской комнат, кабинета допинг-контроля.
Также на территории стадиона обустроен легкоатлетический комплекс с прыжковыми ямами и сектором для толкания ядра, построены беговые дорожки с новым покрытием и секцией для бега с препятствиями.
Открытие после реконструкции состоялось 4 ноября 2024 года.

## Время работы стадиона
Стадион работает ежедневно. Открывается в 8:00 и закрывается в 20:00.

## Интересные матчи
В октябре 2019 года на стадион приехала известная футбольная команда блогеров «Амкал» и сыграла против ФК «Коломна». На этот матч пришло много болельщиков и трибуны были полные. Поле в этот момент было полностью в снегу, что доставляло дискомфорт для игроков.